# Mycetophila puelchesi
Mycetophila puelchesi är en tvåvingeart som beskrevs av Duret 1986. Mycetophila puelchesi ingår i släktet Mycetophila och familjen svampmyggor. Inga underarter finns listade i Catalogue of Life.